# Blue (boyband)
Blue is een boyband uit het Verenigd Koninkrijk. De groep ontstond in 2000, toen twee leden (Duncan James en Antony Costa) een band wilden beginnen. Omdat ze nog andere leden zochten, kwamen huisgenoot Simon Webbe en Lee Ryan bij de groep.

## Geschiedenis
Hun eerste single All rise werd al direct een grote hit met 2,9 miljoen verkochte exemplaren. Van het eerste album, dat ook All rise heette, werden meer dan 5 miljoen exemplaren verkocht. Andere (nog succesvollere) singles van dit album waren Too close en If you come back. In 2002 won Blue meerdere prijzen, waaronder die voor de beste single, beste nieuwkomer en beste clip.
In november 2002 kwam het tweede album uit, genaamd One love. Van het tweede album zijn in het Verenigd Koninkrijk 1,3 miljoen exemplaren verkocht, in de rest van de wereld 2,7 miljoen. De vijfde single One love stond 3 weken op nummer 1 in de Britse hitlijsten.
In februari 2003 bracht Blue samen met Elton John diens oude hit Sorry seems to be the hardest word uit 1976 uit. De single werd in veel landen een succes en stond op nummer 1 in onder meer het Verenigd Koninkrijk en Nederland. Hierna maakte de groep een derde album: Guilty. Net als bij de vorige albums was ook hier de titelsong, geschreven door Duncan James, de eerste single. Daarna volgde nog de single Signed sealed delivered, I'm yours, die werd opgenomen samen met Stevie Wonder en Angie Stone.
De derde single van het album Guilty was Breathe easy, geschreven door Lee Ryan. Op 28 juni 2004 kwam Bubblin' als de vierde single van het album uit. Dit nummer werd geschreven door bandlid Antony Costa.
In oktober 2004 bracht Blue een verzamelalbum uit met al hun grote hits. In 2005 ging de groep uit elkaar.
In 2009 kwam de groep weer bijeen. Hun eerste grote optreden was speciaal voor het Summertime Ball 2009 van Capital FM. In 2011 werd Blue intern geselecteerd om het Verenigd Koninkrijk te vertegenwoordigen op het Eurovisiesongfestival van dat jaar in Duitsland. Met het liedje I can eindigden ze op de elfde plaats.

## Discografie

### Albums
| Album met eventuele hitnotering(en) in de Nederlandse Album Top 100 | Datum van verschijnen | Datum van binnenkomst | Hoogste positie | Aantal weken | Opmerkingen   |
| ------------------------------------------------------------------- | --------------------- | --------------------- | --------------- | ------------ | ------------- |
| All rise                                                            | 2001                  | -                     |                 |              |               |
| One love                                                            | 01-11-2002            | 23-11-2002            | 6               | 27           |               |
| Guilty                                                              | 03-11-2003            | 15-11-2003            | 24              | 32           |               |
| Best of Blue                                                        | 15-11-2004            | 20-11-2004            | 72              | 2            | Verzamelalbum |

| Album met hitnotering(en) in de Vlaamse Ultratop 200 albums | Datum van verschijnen | Datum van binnenkomst | Hoogste positie | Aantal weken | Opmerkingen   |
| ----------------------------------------------------------- | --------------------- | --------------------- | --------------- | ------------ | ------------- |
| All rise                                                    | 2001                  | 08-12-2001            | 4               | 29           |               |
| One love                                                    | 2002                  | 16-11-2002            | 23              | 16           |               |
| Guilty                                                      | 2003                  | 15-11-2003            | 24              | 15           |               |
| Best of Blue                                                | 2004                  | 20-11-2004            | 37              | 16           | Verzamelalbum |

### Singles
| Single met eventuele hitnotering(en) in de Nederlandse Top 40 | Datum van verschijnen | Datum van binnenkomst | Hoogste positie | Aantal weken | Opmerkingen                                                                 |
| ------------------------------------------------------------- | --------------------- | --------------------- | --------------- | ------------ | --------------------------------------------------------------------------- |
| Fly by II                                                     | 2002                  | 30-03-2002            | tip7            | -            | Nr. 58 in de Single Top 100                                                 |
| All rise                                                      | 2002                  | -                     |                 |              | Nr. 70 in de Single Top 100                                                 |
| One love                                                      | 2002                  | 23-11-2002            | 39              | 2            | Nr. 41 in de Single Top 100                                                 |
| Sorry seems to be the hardest word                            | 2002                  | 18-01-2003            | 1(5wk)          | 17           | met Elton John / Nr. 1 in de Single Top 100                                 |
| U make me wanna                                               | 2003                  | 26-04-2003            | 28              | 5            | Nr. 22 in de Single Top 100                                                 |
| Guilty                                                        | 2003                  | 01-11-2003            | 17              | 8            | Nr. 11 in de Single Top 100                                                 |
| Signed, sealed, delivered I'm yours                           | 2003                  | 27-12-2003            | 11              | 9            | met Stevie Wonder & Angie Stone / Nr. 16 in de Single Top 100 / Alarmschijf |
| Breathe easy                                                  | 2004                  | 27-03-2004            | 13              | 6            | Nr. 21 in de Single Top 100                                                 |
| Bubblin'                                                      | 2004                  | 24-07-2004            | 21              | 5            | met L.A.D.É / Nr. 36 in de Single Top 100                                   |
| Curtain falls                                                 | 2004                  | 06-11-2004            | tip2            | -            | Nr. 37 in de Single Top 100                                                 |
| Get down on it                                                | 2005                  | -                     |                 |              | met Kool & The Gang & Lil' Kim / Nr. 96 in de Single Top 100                |

| Single met hitnotering(en) in de Vlaamse Ultratop 50 | Datum van verschijnen | Datum van binnenkomst | Hoogste positie | Aantal weken | Opmerkingen                          |
| ---------------------------------------------------- | --------------------- | --------------------- | --------------- | ------------ | ------------------------------------ |
| All rise                                             | 2001                  | 07-07-2001            | 2               | 20           |                                      |
| Too close                                            | 2001                  | 06-10-2001            | 6               | 12           |                                      |
| If you come back                                     | 2001                  | 15-12-2001            | 9               | 12           |                                      |
| Fly by II                                            | 2002                  | 30-03-2002            | 23              | 9            |                                      |
| One love                                             | 2002                  | 09-11-2002            | 24              | 7            |                                      |
| Sorry seems to be the hardest word                   | 2002                  | 21-12-2002            | 3               | 19           | met Elton John                       |
| U make me wanna                                      | 2003                  | 12-04-2003            | 14              | 9            |                                      |
| Guilty                                               | 2003                  | 01-11-2003            | 19              | 5            |                                      |
| Signed, sealed, delivered I'm yours                  | 2003                  | 03-01-2004            | 38              | 7            | met Stevie Wonder & Angie Stone      |
| Breathe easy                                         | 2004                  | 03-04-2004            | 28              | 11           |                                      |
| Bubblin'                                             | 2004                  | 17-07-2004            | 34              | 6            | met L.A.D.É                          |
| Curtain falls                                        | 2004                  | 20-11-2004            | 20              | 5            |                                      |
| Get down on it                                       | 2005                  | 29-01-2005            | 24              | 5            | met Kool & The Gang & Lil' Kim       |
| I can                                                | 2011                  | 21-05-2011            | tip17           | -            | Inzending Eurovisiesongfestival 2011 |
| Hurt lovers                                          | 2013                  | 12-01-2013            | tip89           | -            |                                      |

1957: Patricia Bredin · 
1959: Pearl Carr & Teddy Johnson · 
1960: Bryan Johnson · 
1961: The Allisons · 
1962: Ronnie Carroll · 
1963: Ronnie Carroll · 
1964: Matt Monro · 
1965: Kathy Kirby · 
1966: Kenneth McKellar · 
1967: Sandie Shaw · 
1968: Cliff Richard · 
1969: Lulu · 
1970: Mary Hopkin · 
1971: Clodagh Rodgers · 
1972: The New Seekers · 
1973: Cliff Richard · 
1974: Olivia Newton-John · 
1975: The Shadows · 
1976: Brotherhood of Man · 
1977: Lynsey de Paul & Mike Moran · 
1978: Co-Co · 
1979: Black Lace · 
1980: Prima Donna · 
1981: Bucks Fizz · 
1982: Bardo · 
1983: Sweet Dreams · 
1984: Belle & The Devotions · 
1985: Vikki Watson · 
1986: Ryder · 
1987: Rikki · 
1988: Scott Fitzgerald · 
1989: Live Report · 
1990: Emma · 
1991: Samantha Janus · 
1992: Michael Ball · 
1993: Sonia · 
1994: Frances Ruffelle · 
1995: Love City Groove · 
1996: Gina G · 
1997: Katrina & the Waves · 
1998: Imaani · 
1999: Precious · 
2000: Nicki French · 
2001: Lindsay Dracass · 
2002: Jessica Garlick · 
2003: Jemini · 
2004: James Fox · 
2005: Javine Hylton · 
2006: Daz Sampson · 
2007: Scooch · 
2008: Andy Abraham · 
2009: Jade Ewen · 
2010: Josh Dubovie · 
2011: Blue · 
2012: Engelbert Humperdinck · 
2013: Bonnie Tyler · 
2014: Molly · 
2015: Electro Velvet · 
2016: Joe & Jake · 
2017: Lucie Jones · 
2018: SuRie · 
2019: Michael Rice · 
2021: James Newman ·
2022: Sam Ryder ·
2023: Mae Muller ·
2024: Olly Alexander ·
2025: Remember Monday